# Gavilea cardioglossa
Gavilea cardioglossa là một loài thực vật có hoa trong họ Lan. Loài này được (Reiche) Martic. mô tả khoa học đầu tiên năm 2000.